# Яблоновский, Ян Каетан
Ян Каетан Яблоновский (1699, Брацлав — 5 марта 1764, Острог) — крупный польский магнат, государственный и военный деятель Речи Посполитой, полковник коронных войск, староста бродницкий, бобржецкий и чигиринский (с 1722 года), воевода брацлавский (1754—1764), князь Священной Римской империи (с 1743 года). Фельдмаршал австрийской армии, гранд Испании, кавалер Орденов Белого Орла и Золотого Руна.

## Биография
Представитель польского магнатского рода Яблоновских герба Прус III. Второй сын воеводы русского и канцлера великого коронного Яна Станислава Яблоновского (1669—1731) и Жанны Марии де Бетюн (ум. 1744). Братья — Станислав Винцент и Дмитрий Александр Яблоновские.
В 1733 году Ян Каетан Яблоновский был избран послом на конвокационный сейм. В начале политической деятельности поддерживал Станислава Лещинского, но на пацификационном сейме примирился с польским королём Августом III. В 1740-х годах сотрудничал с прусским королевским двором. В 1746 году был избран послом от Галицкой земли на сейм.
В 1754 году Ян Каетан Яблоновский получил должность воеводы брацлавского и был приближен ко королевскому двору. Был противником партии Чарторыйских и России, поддерживал партию гетмана великого коронного Яна Клеменса Браницкого.
В 1744 году Ян Каетан Яблоновский получил от германского императора Карла VII Виттельсбаха титул князя Священной Римской империи.
В 1737 году построил новый католический костёл в Мариямполе.
Будучи двоюродным братом Станислава Лещинского, а через него связанным с французским двором, Ян Каетан Яблоновский считал себя равным польскому монарху и титуловал себя князем Острожским.

## Семья
Был дважды женат. В 1730 году женился на Терезе Виельгорской (ум. 1749), а в 1750 году вторично женился на Анна Паулине Сапеге (1728—1800), дочери воеводы берестейского Казимира Леона Сапеги (1697—1738) и Терезы Каролины Радзивилл (1707—1765). Оба брака были бездетными.